# Virring Sogn
Virring Sogn er et sogn i Randers Søndre Provsti (Århus Stift).
I 1800-tallet var Essenbæk Sogn anneks til Virring Sogn. Begge sogne hørte til Sønderhald Herred i Randers Amt. Virring Sogn tilhørte Virring-Essenbæk Kommune fra 1842 til 1970. Kommunen blev ved kommunalreformen i 1970 indlemmet i Sønderhald Kommune. Den blev ved strukturreformen i 2007 delt mellem Norddjurs Kommune og Randers Kommune. Virring Sogn kom til Randers Kommune.
I Virring Sogn ligger Virring Kirke.
I sognet findes følgende autoriserede stednavne:
- Ammelhede (bebyggelse, ejerlav)
- Ammelhede Mark (bebyggelse)
- Drageshøj (areal)
- Engbakkerne (bebyggelse)
- Floes (bebyggelse, ejerlav)
- Floes Engbakker (bebyggelse)
- Floes Mark (bebyggelse)
- Floes Skov (areal, bebyggelse)
- Fløjstrup (bebyggelse, ejerlav)
- Hannebjerg (bebyggelse)
- Krogen (bebyggelse)
- Langkastrup (bebyggelse, ejerlav)
- Langkastrup Mark (bebyggelse)
- Oksenbæk (vandareal)
- Slyngborg (bebyggelse)
- Svejdal (bebyggelse)
- Uggelhuse (bebyggelse)
- Virring (bebyggelse, ejerlav)
- Virring Mark (bebyggelse)
- Virring Mose (bebyggelse)